# العلاقات التونسية الكندية
العلاقات التونسية الكندية هي العلاقات الثنائية التي تجمع بين تونس وكندا.

## مقارنة بين البلدين
هذه مقارنة عامة ومرجعية للدولتين:
| وجه المقارنة                                              | تونس                                       | كندا                     |
| --------------------------------------------------------- | ------------------------------------------ | ------------------------ |
| المساحة (كم2)                                             | 163.61 ألف                                 | 9.98 مليون               |
| عدد السكان (نسمة)                                         | 11.53 مليون                                | 35.70 مليون              |
| الكثافة السكانية (ن./كم²)                                 | 70.47                                      | 3.58                     |
| العاصمة                                                   | تونس                                       | أوتاوا                   |
| اللغة الرسمية                                             | اللغة العربية                              | لغة إنجليزية، لغة فرنسية |
| العملة                                                    | دينار تونسي                                | دولار كندي               |
| الناتج المحلي الإجمالي (بليون دولار)                      | 40.26 مليار                                | 1.65 تريليون             |
| الناتج المحلي الإجمالي (تعادل القوة الشرائية) بليون دولار | 129.05 مليار                               | 1.59 تريليون             |
| الناتج المحلي الإجمالي الاسمي للفرد دولار أمريكي          | 3.87 ألف                                   | 43.25 ألف                |
| الناتج المحلي الإجمالي للفرد دولار أمريكي                 | 11.44 ألف                                  | 45.07 ألف                |
| مؤشر التنمية البشرية                                      | 0.721                                      | 0.913                    |
| رمز المكالمات الدولي                                      | +216                                       | +1                       |
| رمز الإنترنت                                              | .tn                                        | .ca                      |
| المنطقة الزمنية                                           | ت ع م+01:00، توقيت وسط أوروبا، ت ع م+02:00 |                          |

## مدن متوأمة
في ما يلي قائمة باتفاقيات التوأمة بين مدن تونسية وكندية:
- ترتبط سوسة مع مدينة كيبك باتفاقية توأمة منذ 1980.[21][21]
- ترتبط تونس مع مونتريال باتفاقية توأمة منذ 1999.
- ترتبط حمام الأنف مع غرانبي باتفاقية توأمة.

## منظمات دولية مشتركة
يشترك البلدان في عضوية مجموعة من المنظمات الدولية، منها:
| علم المنظمة | اسم المنظمة                               | تاريخ انضمام تونس | تاريخ انضمام كندا |
| ----------- | ----------------------------------------- | ----------------- | ----------------- |
|             | البنك الإفريقي للتنمية                    | ?                 | ?                 |
|             | المنظمة الهيدروغرافية الدولية             | ?                 | ?                 |
|             | منظمة الشرطة الجنائية الدولية             | ?                 | ?                 |
|             | الاتحاد البريدي العالمي                   | ?                 | ?                 |
|             | المنظمة الدولية للفرنكوفونية              | ?                 | ?                 |
|             | منظمة التجارة العالمية                    | ?                 | ?                 |
|             | الفريق المعني برصد الأرض                  | ?                 | ?                 |
|             | مؤسسة التنمية الدولية                     | 30 ديسمبر 1960    | 24 سبتمبر 1960    |
|             | مؤسسة التمويل الدولية                     | 25 يوليو 1962     | 20 يوليو 1956     |
|             | منظمة حظر الأسلحة الكيميائية              | ?                 | ?                 |
|             | الأمم المتحدة                             | 12 نوفمبر 1956    | 9 نوفمبر 1945     |
|             | الاتحاد الدولي للاتصالات                  | 14 ديسمبر 1956    | 1 يوليو 1908      |
|             | البنك الدولي للإنشاء والتعمير             | 14 أبريل 1958     | 27 ديسمبر 1945    |
|             | المركز الدولي لتسوية المنازعات الاستشارية | 14 أكتوبر 1966    | 1 ديسمبر 2013     |
|             | وكالة ضمان الاستثمار متعدد الأطراف        | 7 يونيو 1988      | 12 أبريل 1988     |
|             | يونسكو                                    | 8 نوفمبر 1956     | 4 نوفمبر 1946     |

## أعلام
هذه قائمة لبعض الشخصيات التي تربطها علاقات بالبلدين:
- رمزي عبيد (لاعب هوكي جليد كندي، 24 مارس 1980 – )
- سونيا سرفاتي (29 مايو 1960 – )
- منية مازيغ (سياسية كندية، 1970 – )

## وصلات خارجية
- موقع وزارة الخارجية التونسية
- موقع وزارة الخارجية الكندية